# Dipotsana
Dipotsana is een dorp in het district Southern in Botswana. De plaats telt 124 inwoners (2011).